# Abbaye de Combermere
L’abbaye de Combermere est une ancienne abbaye savignienne puis cistercienne située dans la paroisse civile de Dodcott cum Wilkesley (Cheshire, Angleterre). Elle est fondée en 1133 par l'abbaye de Savigny. Très rapidement ruinée au XIVe siècle, elle s'endette et est mise sous tutelle. Lors de la Réforme anglaise, elle est dissoute en 1538 ; ses bâtiments sont entièrement détruits et un nouvel édifice est construit à leur place.

## Localisation

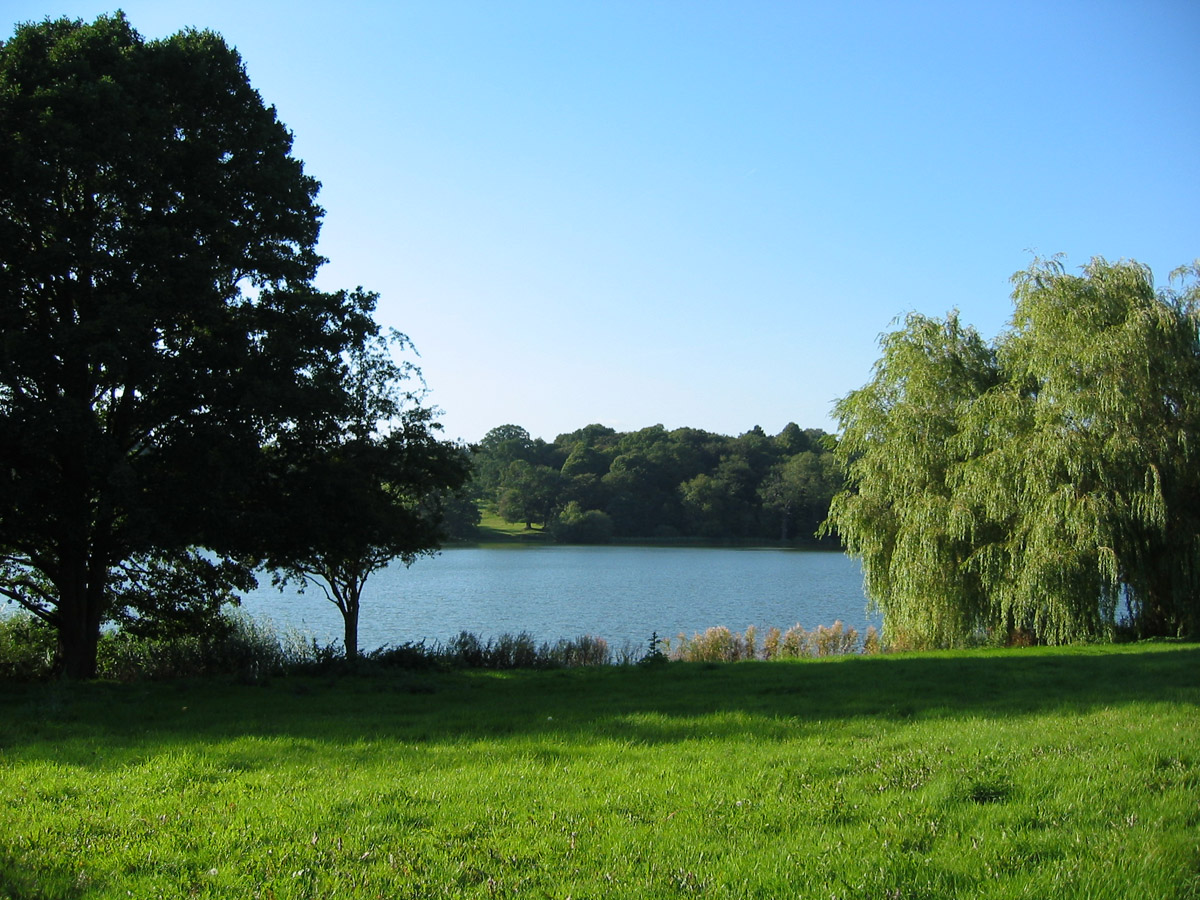
Le site de l'abbaye avec le lac au centre.

L'abbaye de Combermere est située sur la rive sud-est d'un lac de petites dimensions, créé par les moines. Le site est localisé entre les villes de Whitchurch et de Nantwich, dans le Cheshire mais à la limite avec les comtés du Shropshire et du Staffordshire et à très faible distance du Pays de Galles,.

## Histoire

### Fondation
L'abbaye de Combermere est fondée en 1133 par Savigny à la suite d'une donation effectuée par Hugh de Malbank, deuxième baron de Wich Malbank. Cependant, ce dernier, ne se considérant pas comme une caution matérielle suffisante, souhaite placer l'abbaye plutôt sous la protection de Ranulph de Gernon, comte de Chester, et de Roger de Clinton (en), évêque de Coventry. Il insiste donc pour que ce soient ces derniers qui ratifient les chartes de fondation. Le fils du premier donateur, William Malbank, confirme les chartes et ajoute aux dons de nombreux autres, en teres comme en dîmes, et incite certains de ses amis à faire de même .

### Développements
Si l'abbaye de Combermere reçoit beaucoup de dons à sa fondation au XIIe siècle, ceux-ci se poursuivent durant la première moitié du XIIIe siècle mais de manière plus restreinte.  Toutefois la croissance de l'abbaye est indéniable, puisqu'elle fonde trois abbayes-filles : Poulton (en) en 1153, mais qui est déplacée en 1214 à Dieulacres, Hulton en 1219 et Stanlow (en) en 1172, cette dernière étant déplacée en 1296 à Whalley. Une autre tentative est également faite à Church Preen mais n'aboutit pas, les moines ayant été dépouillés de leurs biens.
Les relations entre Combermere et les autres abbayes cisterciennes des environs ne sont pas toujours harmonieuses à cette période. Divers conflits adviennent avec Merevale, Croxden, Dieulacres et Buildwas ; ce sont souvent les abbayes galloises qui doivent départager les conflits entre communautés anglaises. Des travaux sont réalisés entre 1266 et 1271 à Combermere. Ils sont dénoncés au chapitre général comme étant réalisés malgré les ordres. Comme de nombreux autres établissements monastiques britanniques, Combermere vit principalement de l'élevage ovin ; en 1253, elle obtient le privilège que les moutons ne puissent être saisis tant que d'autres biens peuvent faire l'affaire. 

### Crises
À la fin du XIIIe siècle et au début du XIVe, l'abbaye est comparativement plus pauvre et plus endettée que ses voisines ; sa détresse financière est même évoquée au chapitre général, notamment par Étienne de Lexington qui l'a visitée. Les choses s'aggravent en 1309, avec l'assassinat du prieur et l'attaque contre l'abbé par Richard de Fullshurst, qui en profite pour piller l'abbaye. Alors qu'une plainte est en cours d'examen à ce sujet, Fullhurst récidive, tue des chevaux de l'abbaye et pratique à nouveau un vol important. Une très longue période d'inimitié en découle, que les médiateurs, en particulier les abbés de Savigny, sont incapables de résoudre. En 1360, c'est le logis de Richard Fullhurst qui est pillé par l'abbé.
En 1314, l'abbaye doit hypothéquer une grange monastique contre l'annulation d'une forte dette ; l'année suivante, son état est qualifié de « misérable » et elle est mise sous tutelle de la Couronne, tutelle qui dure au moins jusqu'en 1321 et qui est remise en place en 1328. De nombreuses locations des possessions abbatiales se font à des conditions très désavantageuses pour Combermere. La fin du XIVe siècle ne voit pas de rétablissement de la situation financière. Néanmoins, certains prêts effectués par l'abbaye montre qu'elle est à nouveau en mesure d'engager des biens, notamment en réponse à des demandes du Prince Noir. La mauvaise situation économique s'accompagne d'un déshérence spirituelle. En 1379 et 1381, deux comptes font état d'une communauté forte de seulement dix moines, et fort peu pieux puisque l'un d'entre eux est accusé de vol en 1385 et un autre de vagabondage en 1386. En 1410, les dettes obèrent à nouveau tout moyen de subsistance, au point qu'Henri de Monmouth, Prince de Galles et futur Henri V, la prend sous sa protection directe et nomme trois fonctionnaires uniquement dédiés à en redresser les finances. Dès 1417, des imposteurs se substituent aux gardiens nommés par le roi, dépouillent l'abbaye et en revendent les biens. Un procès conduit à l'acquittement des deux usurpateurs, mais les troubles de l'abbaye ne cessent pas pour autant. En 1435, l'abbé William Plymouth révèle qu'un certain John Kingesley, lui extorque des fonds depuis plusieurs années. Un de ses successeurs, l'abbé Richard Alderwas, est quant à lui tué en 1446.
La réputation d'indiscipline des moines et des autres occupants de l'abbaye est établie aux XVe et XVIe siècles. En 1520, un des domestiques de l'abbé assassine un moine et le prieur cache le crime pour ne pas encore détériorer la réputation de Combermere. En 1532, une longue correspondance amicale entre Robert Joseph, moine bénédictin d'Evesham et Humphrey Chester, moine à Combermere, révèle que ce dernier manque d'érudition, mais toutefois pas de vertu, ni de piété. Une partie des malheurs de l'abbaye est connue par cet échange épistolaire.

### Liste des abbés connus
- William, attesté à plusieurs reprises entre 1146 et 1153
- Geoffrey, attesté à plusieurs reprises entre 1149 ou 1150 et 1155
- Walter, attesté à plusieurs reprises entre 1162 et 1167
- John, attesté entre 1172 et 1190 environ
- Thomas de Gillyng, attesté entre 1200 et 1228
- Robert, attesté à plusieurs reprises entre 1230 et 1232
- Richard, attesté en 1237
- Simon, attesté entre 1237 environ et 1245
- William de Waresley, attesté en 1256
- Richard, attesté en 1279
- Adam, attesté entre 1289 et 1300
- William of Leigh, attesté en 1305 et 1306
- Robert, attesté en 1310
- Richard of Rudyard, mort en 1316
- Adam, attesté en 1320
- Nicholas of Tugby, attesté entre 1324 et 1338
- Roger Lyndley, attesté entre 1339 et 1344, mort aux alentours de 1348
- John, attesté en 1355
- Richard Chester, attesté en 1365
- John, attesté en 1379
- Robert Colwich, attesté entre 1380 et 1387 ou 1388
- Thomas Bernewell, ou Lymnor, attesté entre 1398 et 1411
- William Plymouth, attesté depuis 1412 jusqu'à sa démission en 1418
- Thomas Fynyon, attesté en 1418
- William Plymouth, attesté entre 1420 et 1442
- Roger, attesté en 1444
- Richard Alderwas, mort en 1446
- Thomas Rigley, mort entre 1442 et 1453
- Roger Plymouth, attesté entre 1450 et 1462
- John, attesté entre 1464 et 1468
- Robert Christleton, attesté entre 1469 et 1491
- John, attesté entre 1498 et 1516
- Christopher Walley, attesté entre 1518 et 1529
- John Massey, attesté en 1535, déposé par la Dissolution en 1538[5]

### Dissolution
En 1535, l'audit des biens de l'abbaye montre que ses possessions sont malgré tout assez riches, ce qui laisse supposer que les incessants déboires qu'elle connaît durant les deux siècles précédents sont plutôt dus à la mauvaise gestion qu'à une dotation insuffisante. En conséquence de sa relative importance, le monastère n'est dissous par Henri VIII que le 27 juillet 1538. Elle compte à cette date treize moines dont l'abbé. L'édifice est vendu en août 1539, à George Cotton, écuyer, qui utilise l'ancien logis de l'abbé pour se construire une résidence, résidence qui est terminée en 1563. Il est probable, même si non attesté, que c'est sous son administration que l'abbatiale est détruite ainsi que tous les bâtiments conventuels de Combermere,.

## Architecture

### Le manoir duXVIeauXVIIIesiècle

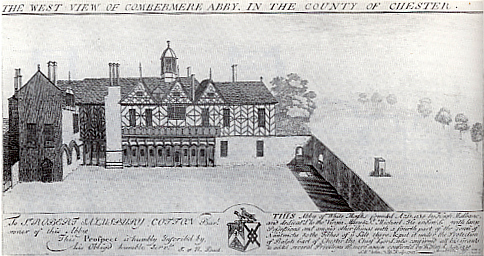
La maison bâtie à l'emplacement de l'abbaye, représentée en 1727 (côté est).

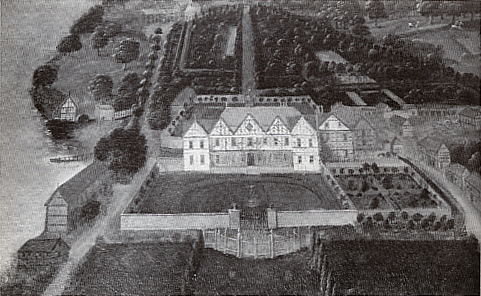
La maison côté jardin (ouest), peinture de 1730.

La nouvelle construction est une demeure dont le rez-de-chaussée est voûté en pierres, et le premier étage doté d'une structure en bois de type colombages, ce que confirme la gravure de 1727 visible ci-contre à gauche, qui montre le côté cour. La peinture ci-contre à droite, à peine postérieure puisque datée de 1730 environ, montre le côté jardin, qui se compose d'un corps principal dont le rez-de-chaussée est bâti en pierres de taille, flanqué d'ailes construites en bois. Les étages sont, comme sur le côté opposé, construits en colombages.

### Le manoir duXIXesiècle
L'état de 1774 est inchangé selon les témoignages connus, mais des modifications importantes sont apportées en 1795 et après 1814. De nouvelles ailes sont alors ajoutées, un crépis est appliqué sur les lattes de bois. L'aile droite (septentrionale), à l'origine en forme de « E », est alors également démolie pour former un pignon aveugle. À gauche de celui-ci les fenêtres sont rehaussées, taillées en lancettes et décorées d'entrelacs, côté cour comme côté jardin. Un porche d'un étage doté de tourelles octogonales aux coins est construit au centre du bâtiment. Par la suite, un escalier faisant une saillie également octogonale est aussi ajouté. L'aile gauche de la maison est reconstruite sur trois étages, mais cette hauteur est ensuite remaniée à deux étages au XXe siècle. L'ensemble du parapet de la toiture est crénelé. À l'extrême gauche (sud) de la maison se trouve une aile de service dotée d'un château d'eau.
À l'intérieur, les plafonds sont formés de panneaux carrés encastrés divisés par des nervures moulées dont les bossages sont en pointes de diamant. La corniche du hall est ornée de motifs végétaux en bois peint. Les chapiteaux des colonnes soutenant le plafond sont ornées de feuilles d'acanthe et de lys, les frises sont ornées de quadrilobes. Les pièces du rez-de-chaussée comme de l'étage sont décorées de panneaux peints représentant des personnages en costume des XVIe et XVIIe siècles. Les portes de communication intérieures sont décorées alternativement de cariatides et de pilastres ioniens.